# 로버트 파크스-발레타
로버트 파크스-발레타(Robert Parks-Valletta)는 미국의 영화배우, 텔레비전 배우이다.

## 영화
- 싹스 (2013년)
- 눕즈 (2012년) - 바텐더 역
- 더 영 앤 더 레스트리스 (1973년)
- 우리 생애 나날들 (1965년)